# Мочище (аэродром)
Мочище — спортивный аэродром (посадочная площадка) вблизи Новосибирска (в 12 км северо-восточнее города).
Предназначен для базирования и выполнения полётов воздушными судами авиации общего назначения (АОН), экспериментальной авиации, а также выполнения парашютных прыжков.
На площадке базируются ООО «Геликоптер», авиакомпании «Вельталь — Авиа» и «Авиа — Сибирь».
Работает со среды по воскресенье с 03:00 до 11:00 UTC (в другое время по предварительному согласованию с администрацией).
Обеспечивается заправка воздушных судов топливом Аи-95, ТС-1, 100LL.
Ежегодно, в начале августа, на аэродроме Мочище проходит авиашоу спортивной и военной авиации.